# Японская суповая акула
Японская суповая акула (лат. Hemitriakis japanica) — вид хрящевых рыб рода суповых акул семейства куньих акул отряда кархаринообразных. Эндемик западной части Тихого океана. Размножается бесплацентарным живорождением. Максимальная зафиксированная длина 80 см. Опасности для человека не представляет.

## Таксономия
Впервые научное описание этого вида было дано в 1839 году.

## Ареал
Эти акулы являются редкими эндемиками северо-западной части Тихого океана. Они обитают у берегов Китая (но не в Жёлтом море), Южной Кореи, Тайваня и на севере Японии. Японские суповые акулы предпочитают держаться у дна на внешнем крае континентального шельфа на глубине свыше 100 м.

## Описание
У этих акул довольно вытянутая морда, рот имеет форму широкой арки. Глаза узкие, щелевидные, оснащены нижним третьим веком. Под глазами имеется выступающий гребень. Ноздри обрамлены короткими кожными складками. Уплощённые зубы имеют выступающее центральное остриё и небольшие дистальные зубцы.
Первый спинной плавник длиннее второго, но существенно короче хвостового плавника. Его основание расположено позади основания грудных плавников. Основание второго спинного плавника находится перед основанием анального плавника. Анальный плавник меньше обоих спинных плавников. У края верхней лопасти хвостового плавника имеется вентральная выемка. Хвостовой плавник вытянут почти горизонтально. Количество позвонков 154—165.

## Биология
Подобно прочим представителям семейства куньих акул японские суповые акулы размножаются бесплацентарным живорождением. Эмбрионы питаются исключительно желтком. Размер новорожденных около 20 см. В помёте от 8 до 22 детёнышей/ Численность помёта напрямую зависит от размера самки. В Восточно-китайском море спаривание происходит с июня по сентябрь, новорожденные появляются на свет с июня по август. Беременность длится около 10 месяцев. Рацион состоит из маленьких костистых рыб, головоногих и ракообразных. Максимальная зафиксированная длина 120 см. У самцов половая зрелость наступает в возрасте около 4 лет при достижении длины 85 см, а у самок в возрасте 4—6 и при длине 82—102 см.

## Взаимодействие с человеком
Не представляет опасности для человека. Мясо употребляют в пищу. Регулярно в качестве прилова попадает в жаберные сети, тралы и ярусы у берегов Китая, Тайваня, Кореи и Японии. В некоторых местах является объектом добычи из-за плавников. Международный союз охраны природы присвоил этому виду статус «Вызывающий наименьшие опасения».